# Cypripedium flavum
The Yellow Cypripedium (Cypripedium flavum) là một loài lan trong chi Cypripedium.

## Hình ảnh

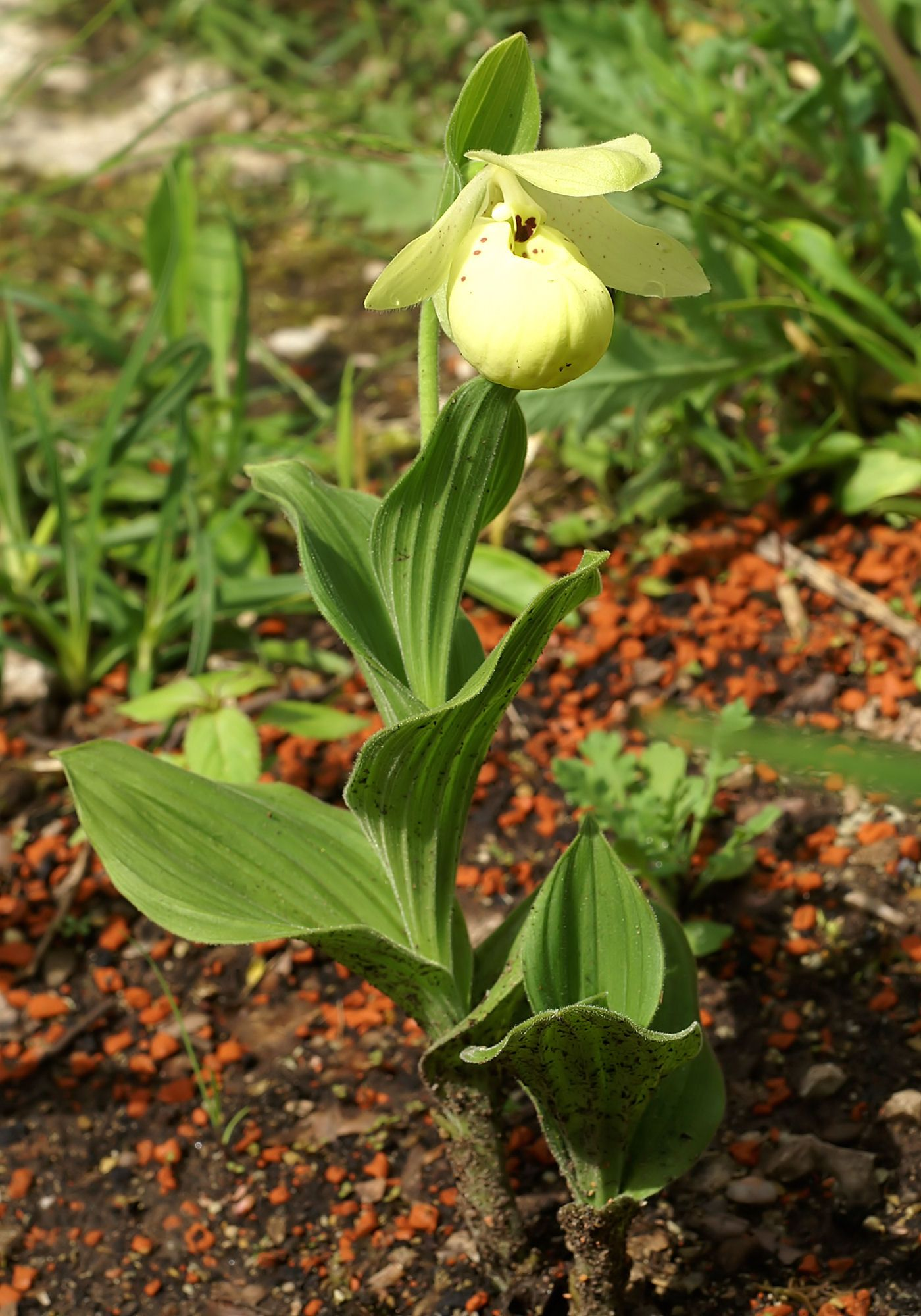
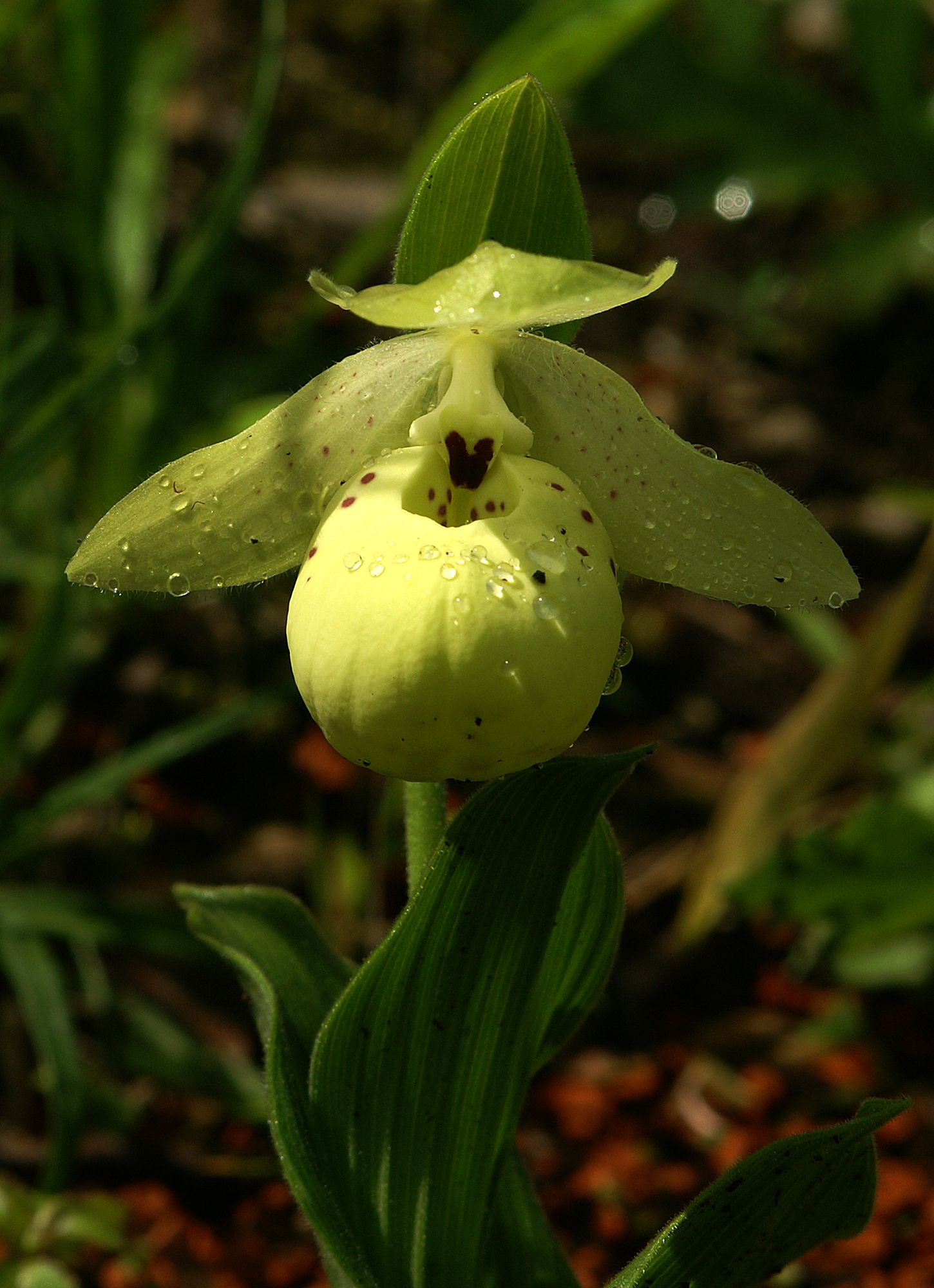
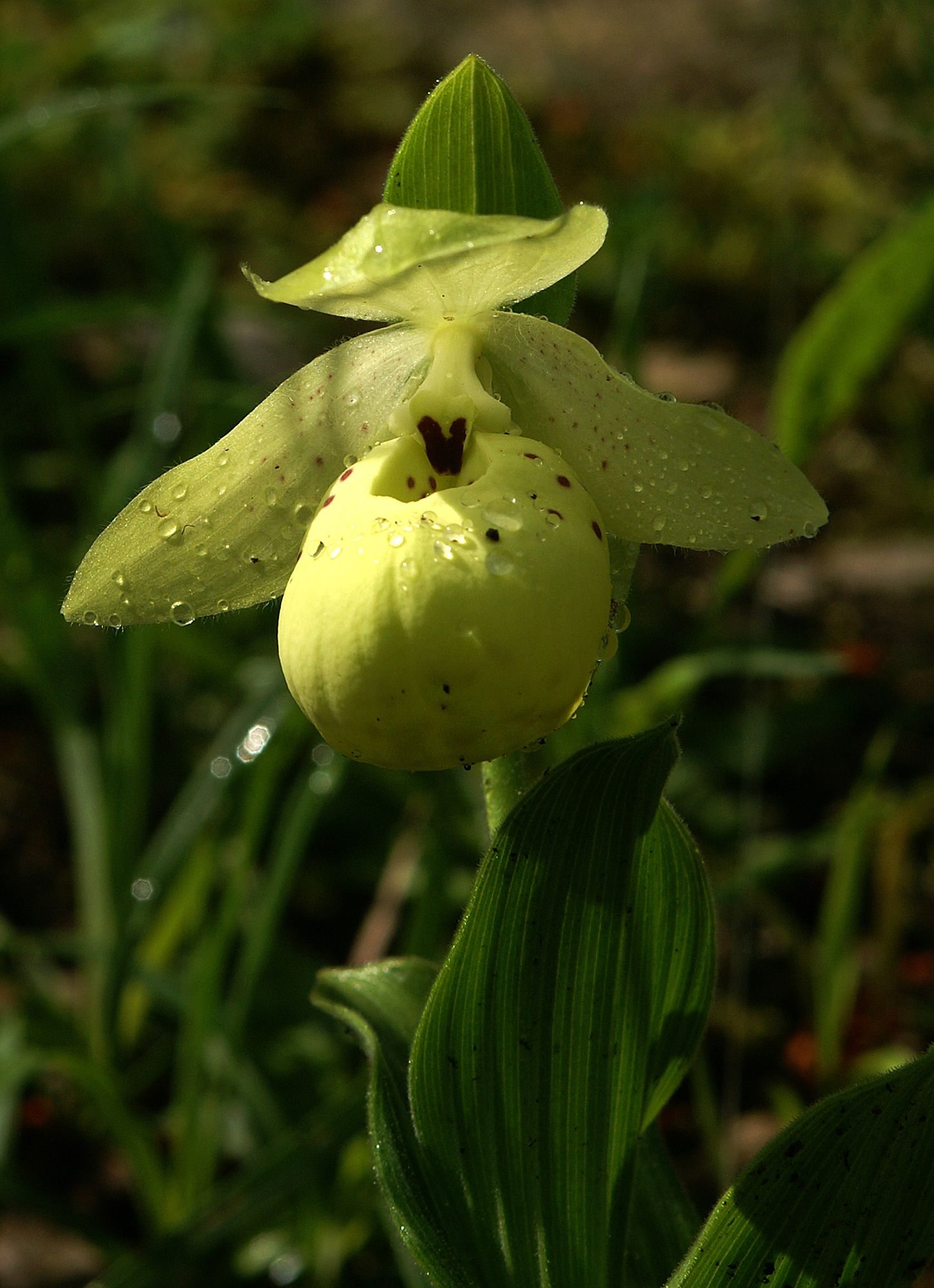
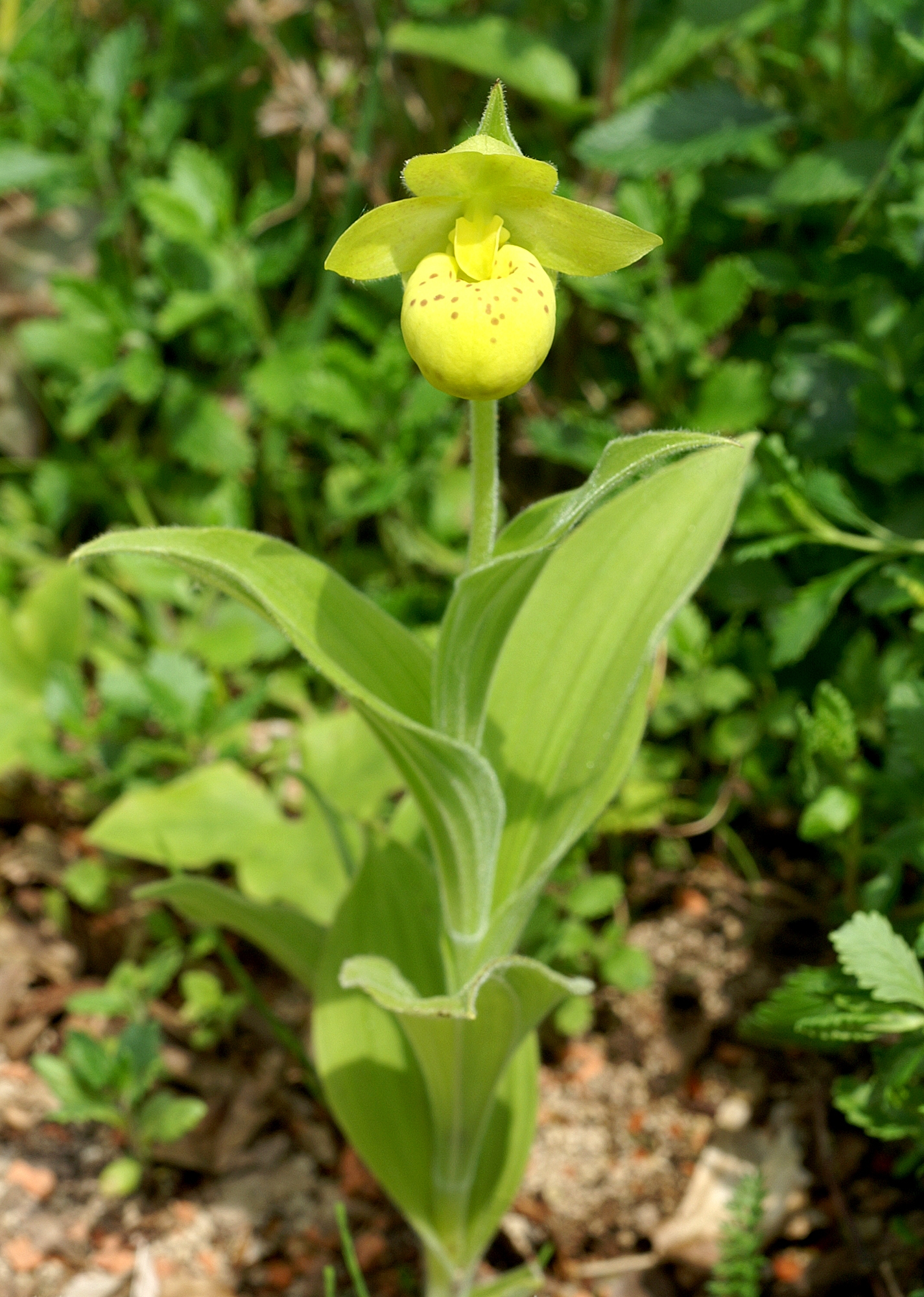